# Sterling Moore
Sterling Moore (* 3. Februar 1990 in Antioch, Kalifornien) ist ein US-amerikanischer American-Football-Spieler. In der National Football League (NFL) spielte er zuletzt für die Detroit Lions als Cornerback. Danach war er bei den Arizona Hotshots in der inzwischen stillgelegten Alliance of American Football (AAF) und den Seattle Dragons in der XFL unter Vertrag.

## College
Moore besuchte die Southern Methodist University (SMU) und spielte für deren Mannschaft, die Mustangs, erfolgreich College Football, wobei er in insgesamt 19 Spielen 59 Tackles setzen, zwei Sacks erzielen und 18 Pässe verhindern konnte. Außerdem gelangen ihm zwei Interceptions.

## NFL

### Oakland Raiders
Moore fand beim NFL Draft 2011 keine Berücksichtigung, wurde aber von den Oakland Raiders als Free Agent verpflichtet. Er machte die gesamte Vorbereitung mit, wurde noch vor Beginn der Regular Season Mitglied des Practice Squads, aber schon Ende September wieder entlassen.

### New England Patriots
Im November 2011 wurde er von den New England Patriots unter Vertrag genommen. In seiner Rookie-Saison kam er in sechs Spielen als Safety zum Einsatz und konnte sogar einen Touchdown erzielen. Mit seinem Team erreichte er den Super Bowl XLVI, der aber gegen die New York Giants verloren ging.

### Dallas Cowboys
Am 30. November 2012 verpflichteten ihn die Dallas Cowboys, deren Defense durch eine Reihe von Verletzungen geschwächt war, Moore kam aber nur fallweise zum Einsatz. In der folgenden Spielzeit lief er nur fünfmal auf, 2014 wurde er als Nickelback in allen Spielen eingesetzt.

### Tampa Bay Buccaneers
2015 wechselte Moore zu den Tampa Bay Buccaneers, wo er alle Spiele der Saison bestritt, sieben davon als Starter.

### Buffalo Bills
Im April 2016 erhielt Moore einen Vertrag von den Buffalo Bills, wurde aber noch vor Saison-Beginn wieder entlassen.

### New Orleans Saints
Wenige Tage später wechselte er zu den New Orleans Saints, wo er den entlassenen Cortland Finnegan ersetzte. Mit 56 Tackles, 13 verteidigten Pässen und zwei Interceptions bestritt er 2016 seine bislang beste Profi-Saison.
Ende Oktober 2017 wurde er entlassen, nach einigen Verletzten im Defensive Backfield der Saints wurde er aber einen Monat später wieder verpflichtet. Im Dezember 2017 wurde er wieder entlassen, aber nach einer Woche ein weiteres Mal unter Vertrag genommen.

### Detroit Lions
Am 20. August wechselte Moore zu den Detroit Lions, aber nur wenige Tage später wurde er wieder entlassen.

## AAF
Am 17. Januar 2019 unterschrieb Moore einen Vertrag in der neugegründeten Alliance of American Football (AAF). Nach dem achten Spieltag wurde der Spielbetrieb in der Liga aus finanziellen Gründen eingestellt.

## XFL
Moore wurde im Oktober 2019 von den Seattle Dragons, einem Team der neuen Profiliga XFL gedraftet.